# انحياز المهلة
المهلة هي الفارق الزمني بين اكتشاف الإصابة بمرض معين عن طريق طرق فحص جديدة متطورة، وبين التشخيص الاعتيادي وظهور الأعراض السريرية. أي أنه الفارق الزمني بين التشخيص المبكر عن طريق الفحص الطبي، وبين التشخيص بمجرد النظر. ويعد ذلك عاملًا مهمًا في تقييم فاعلية اختبار معين.

قد يظهر تأثير انحياز المهلة إذا ما تسبب الفحص المبكر في إطالة زمن النجاة المحسوس، وذلك دون التأثير على سلوك المرض داخل الجسم.

## العلاقة بين الكشف واحتمال النجاة
الغرض الرئيسي من الكشف الطبي هو اكتشاف المرض باكرًا قبل استفحال الداء. وبدون الكشف الطبي، فمن الجائز أن يُكتشف المرض لاحقًا، بعد ظهور أعراضه.
والتشخيص المبكر عن طريق الفحص الطبي لا يطيل من عمر المريض، بل جل ما يفعله هو تحديد احتمال إصابة المريض بمرض أو حالة مرضية معينة، وذلك عن طريق تحليل الحمض النووي على سبيل المثال. وبالتالي لن يحظى المريض بعمر إضافي، بل قد يتسبب له الفحص المبكر في زيادة القلق والتوتر علمًا بأن المريض سوف يعاني لفترة أطول مما كان يظن من قبل. فمثلًا، إذا تم تشخيص أحد المرضى بعمر يناهز الخمسين بداء هانتنجون الوراثي، ومن ثم توفى المريض بعمر 65. ففي العادة سوف يصمد المريض مع وجود هذا المرض لمدة 15 عام. ومن الممكن اكتشاف وجود المرض عند الولادة عن طريق تحليل الحمض النووي. فإذا علمنا أن هذا المولود سوف يموت في عمر 65، فسوف «يصمد» طيلة حياته بعد التشخيص، ولكن لن يطيل هذا الفحص عمره نهائيًا مقارنة بمن لم يخضعوا إلى هذا الفحص.
ومن هنا وجب الاحتراز من الوقوع في هذه الكبوة، حيث أن بعض الإحصائيات تبدو لو أنها تشير إلى أن الفحص قد يطيل من عمر نجاة المريض (والذي يعرف بالمهلة). فإذا تطورت حالة المريض وانتهى أمره بموته بنفس الطريقة ونفس المسار الاعتيادي الذي يسلكه المرضى الذين لم يخضعوا إلى أي كشف مبكر، فإن حياة هذا المريض لم تتحسن بتاتًا.
ومن ثم فإن تشخيص المرض مبكرًا بطرق متطورة لا يطيل من عمر المرضى.
وبوسع انحياز المهلة أن يؤثر على طريقة تفسير نتيجة معدل نجاة المرضى بعد أعوام.